# 賈允元
賈允元（1579年—？年），字善長，號方蕘，直隸常州府無錫縣人，軍籍。

## 生平
己卯九月二十五日生，行一。治《書經》，由附生中式萬曆三十七年（1609年）己酉應天府鄉試七名舉人，年三十一歲中式萬曆三十八年庚戌科會試七十一名，第三甲第五名進士。都察院觀政，授行人司行人，四十四年陞禮部儀制司主事。历礼部郎中。时營慶陵，宦官利迟其役，諉言珉礎未具，需以三年。允元上言古者天子七月而葬，近稽神、穆两朝，无或过焉。乞敕山陵使不得以石料为解。报可。会议恤辽左死事诸臣，允元驳议人与祭五金，且括主客司犒賚馀资佐之。擢浙江副使、參政，平其盗王锦、王锺等。

## 家族
曾祖賈愚，庠生；祖賈時習，府舉孝義；父賈應德，庠生；母盧氏。慈侍下。
兄如璋（生员）；夢傅。弟允恭（監生）；允諧（鴻臚寺序班）；允釐（監生）；允升（生員）；允執；允濟；允殖；允熙；允寧；允脩；允吉。子本仁；祖義。